# Huffmanela branchialis
Huffmanela branchialis is een rondwormensoort uit de familie van de Trichosomoididae. De wetenschappelijke naam van de soort is voor het eerst geldig gepubliceerd in 2004 door Justine.